# RIDE ON (J-WALKのアルバム)
『RIDE ON '84 SUZUKA 8HOURS WORLD ENDURANCE CHAMPIONSHIP RACE』（ライド・オン '84 スズカ・8アワー・ワールド・エンデュランス・チャンピオンシップ・レース）は、J-WALK初のコンセプト・アルバム。1984年9月25日にBOURBON RECORDSから発売され、 1988年6月25日にCDのみで再発売された。

## 概要
前作『JUST BECAUSE』から半年振りのリリースで、BOURBON RECORDSでの最後の作品となった。
1984年開催された『鈴鹿8時間耐久ロードレース』での実際のオートバイのエンジン音や実況やインタビュー等が曲のイントロ・間奏中・アウトロなどに挿入されている。ジャケット・ブックレット内のタイトル表記の下部に「PLEASE ENJOY THIS EXCITING SOUND WITH FULL VOLUME」の一文が記されている。

## 収録曲
（全編曲：J-WALK）
1. BLUE LAMP (starting sound)
2. SHAKE DOWN
作詞：YABU、作曲：長島進
3. DEAD HEAT (complex corner)
4. V-TWIN
作詞：YABU、作曲：杉田裕
5. RED ZONE (s corner to DUNLOP bridge)
6. RUB-A-DUM-DUM-DUM
作詞：YABU、作曲：杉田裕
7. TAIL TO NOSE (cross point 130R)
8. YOU ARE MY FRIEND
作詞：YABU、作曲：長島進
9. PIT WORK (G. CROSBY interview)
10. MORNING GLOW
作詞：トシ・スミカワ、作曲：長島進
11. TUNING (mechanical sounds)
12. ONCE IN MY LIFE
作詞：トシ・スミカワ、作曲：長島進
13. FULL BANK (hair-pin corner)
14. WIND'S BLUES
作詞：YABU、作曲：田切純一
15. HANG ON (CASIO triangle to straight)
16. THE LONGEST DAY
作詞・作曲：近藤敬三
17. CHECKER FLAG (final-fireworks)
18. JUST BECAUSE (New Version)
作詞：YABU、作曲：杉田裕
アルバム「JUST BECAUSE」収録バージョン。
本曲のみ、『鈴鹿8時間耐久ロードレース』の音源が収録されていない。